# Muntanyes Virunga
Les muntanyes Virunga (també conegudes com a Mufumbiro) són una cadena de volcans de l'Àfrica oriental, al llarg de la frontera nord de Ruanda, la República Democràtica del Congo (RDC) i Uganda. La serralada és una branca de la falla Albertina, que fa frontera amb la branca occidental del Rift d'Àfrica oriental. Estan situades entre el llac Edward i el llac Kivu. El nom de "Virunga" és una versió en anglès de la paraula kinyarwanda ibirunga, que significa "volcans".
La serralada es compon de vuit grans volcans. La majoria d'ells estan inactius, excepte el Nyiragongo de 3.462 metres i la Muntanya Nyamuragira de 3.063 metres, tant a la República Democràtica del Congo, va haver-hi erupcions recents el 2006 i al gener de 2010. Muntanya Karisimbi és el volcà més alt a 4.507 metres. La muntanya més antic és la muntanya Sabyinyo, que s'eleva 3.634 metres sobre el nivell del mar.
Les muntanyes Virunga hi habiten els goril·les de muntanya en perill crític, que apareixen a la llista vermella d'espècies amenaçades de la Unió Internacional per a la Conservació de la Natura (UICN) causa de la pèrdua d'hàbitat, la caça furtiva, la malaltia i la guerra (Butynski et al., 2003). El Centre d'Investigació Karisoke, fundat per Dian Fossey per observar els goril·les en el seu hàbitat natural, es troba entre la muntanya i la muntanya Karisimbi Bisoke.

## Llista de les muntanyes de la serralada Virunga
| Nom de la muntanya | Localització                                      | Elevació en metres |
| ------------------ | ------------------------------------------------- | ------------------ |
| Mount Karisimbi    | Rwanda / República Democràtica del Congo          | 4.507              |
| Mount Mikeno       | República Democràtica del Congo                   | 4.437              |
| Mount Muhabura     | Rwanda / Uganda                                   | 4.127              |
| Mount Bisoke       | Rwanda / República Democràtica del Congo          | 3.711              |
| Mount Sabyinyo     | Rwanda / Uganda / República Democràtica del Congo | 3.674              |
| Mount Gahinga      | Rwanda / Uganda                                   | 3.474              |
| Mount Nyiragongo   | República Democràtica del Congo                   | 3.470              |
| Mount Nyamuragira  | República Democràtica del Congo                   | 3.058              |

## Parcs nacionals
A les muntanyes Virunga hi ha diversos parcs nacionals
- Parc Nacional dels Virunga,[1] a la República Democràtica del Congo que es troba inscrit a la llista del Patrimoni de la Humanitat de la UNESCO.[2]
- Parc Nacional dels Volcans,[3] a Ruanda
- Parc Nacional del Goril·la Mgahinga, a Uganda